# Národní park Monti Sibillini

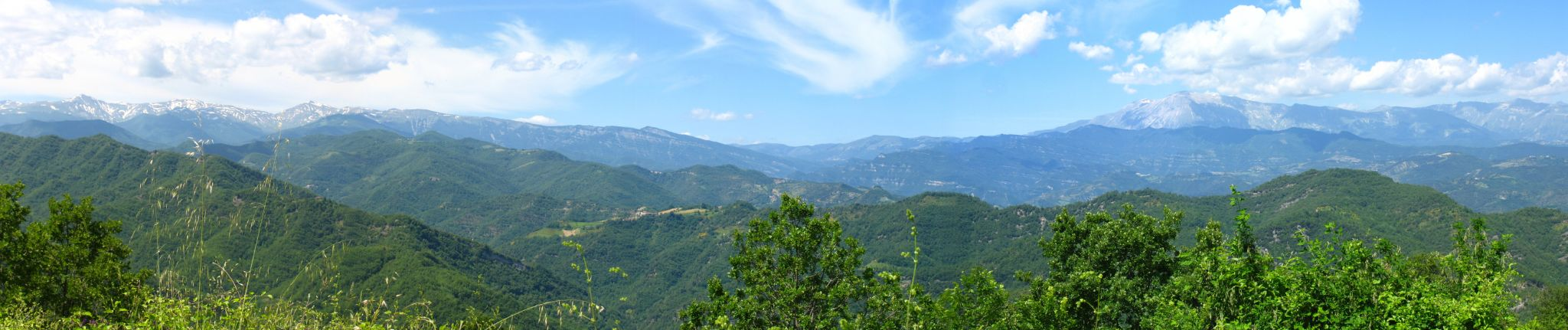
Národní park Monti Sibillini

Národní park Monti Sibillini (italsky Parco nazionale dei Monti Sibillini) leží ve střední části Itálie, ve vnitrozemí, v regionech Umbrie a Marche. Monti Sibillini je horské pásmo, které je součástí Středních Apenin, respektive podskupiny Umbrijských Apenin. Národní park byl založený v roce 1993 a má rozlohu 697 km². Nejvyšším vrcholem pohoří a parku je Monte Vettore (2 476 m). Nejbližší velké město je Perugia. Vzdálenost od pobřeží Jaderského moře je okolo 70 km.